# Nürnberger Memorbuch
Als Nürnberger Memorbuch wird ein jüdisches Totengedenkbuch (Memorbuch) bezeichnet, das ab 1296 in Nürnberg entstand und (möglicherweise mit Unterbrechungen) bis zum Ende des 14. Jahrhunderts fortgeschrieben wurde. Das Manuskript stellt eine wichtige Quelle für die Geschichte der mittelalterlichen jüdischen Gemeinden im aschkenasischen Raum und speziell in Nürnberg dar.

## Entstehung und Gliederung
Einer Notiz auf der zweiten Seite der Handschrift zufolge geht die Initiative zur Entstehung des Nürnberger Memorbuches auf den Schreiber Isaak von Meiningen zurück, der den Neubau der Synagoge in Nürnberg zum Anlass für die Anlage des Gedächtnisbuches nahm. Dieses beginnt mit einer Reihe von Gebeten und Segenssprüchen. Die Paginierung legt nahe, dass es sich beim Nürnberger Memorbuch in seinem heutigen Zustand nur um ein Fragment der ursprünglichen Handschrift handelt. Der erhaltene Teil ist in drei Teile gegliedert, die in der Forschung als Nekrolog I, Martyrolog und Nekrolog II bezeichnet werden.
Die Einträge des Nekrologs I reichen von den 1280er Jahren bis in die 1340er Jahre und sollten dem Gedächtnis an Personen dienen, die eine Spende getätigt hatten. Neben ihrem Namen werden daher auch die Höhe und der Zweck der Spende aufgeführt. Zunächst sind die enthaltenen Spenden für die Errichtung der Synagoge vorgesehen, später allgemein für die Synagogenbeleuchtung, den Friedhof, den Unterricht für Kinder und die Unterstützung für Kranke. Die Einträge in diesem Teil des Memorbuches sind im Regelfall nicht genau datiert.
Das Martyrologium dokumentiert die Verfolgungen im aschkenasischen Raum von der Zeit des ersten Kreuzzuges im 11. Jahrhundert bis zu den Pestpogromen in der Mitte des 14. Jahrhunderts. Auch Verfolgungen außerhalb des Heiligen Römischen Reiches, in Frankreich und England, werden erwähnt. Der erste Teil des Martyrologiums, der die Einträge bis 1298 umfasst, geht ohne Ausnahme auf Isaak von Meiningen zurück, der bei der Anlage des Memorbuches also nicht nur die Verfolgungen seiner eigenen Zeit, sondern auch die Märtyrer der zurückliegenden Jahrhunderte erfassen wollte. Er verzichtete in nahezu sämtlichen Einträgen auf eine Darlegung der Umstände der Verfolgung, da es ihm vor allem um das Gedenken an die Verstorbenen ging und nicht um eine historische Dokumentation. Die Einträge führen für die ersten Jahre nach dem Ort und in aller Regel auch dem Datum die ermordeten Glaubensgenossen auf, wobei diese präzisen Märtyrerlisten vermutlich auf der Basis von jüdischen Verwaltungsdokumenten erstellt wurden. Für den zweiten Teil des Martyrologiums, der die Verfolgungswellen des 14. Jahrhunderts umfasst, werden dagegen im Regelfall keine einzelnen Namen mehr aufgeführt, sondern nur noch die Orte der Verfolgung, angeschlossen an die Formel „Gedenke oh Herr, der Ermordeten und Verbrannten von...“
Der Nekrolog II ist wie der Nekrolog I ein Spendenregister Verstorbener der jüdischen Gemeinde Nürnberg und umfasst Eintragungen für den Zeitraum von 1373 bis 1392. Die Einträge sind fast immer datiert und umfassen Spenden für den Friedhof, die Armen und die jüdischen Siedler im „Heiligen Land“.

## Überlieferungs- und Forschungsgeschichte
Spätestens ab dem späten 15. Jahrhundert befand sich das Memorbuch im Eigentum der jüdischen Gemeinde von Mainz, in deren Besitz es bis ins 20. Jahrhundert blieb. Dies führte zwischenzeitig zu der Annahme, die darin enthaltenen Spenderlisten könnten sich auf Angehörige der mittelalterlichen Gemeinde von Mainz beziehen – dieser Irrtum wurde aber in den 1890er Jahren durch prosopographische Untersuchungen von Moritz Stern korrigiert. Während der Zeit des Nationalsozialismus gelangte es über jüdische Emigranten nach England; seitdem ist es nicht mehr zugänglich. Das Institute of Microfilmed Hebrew Manuscripts an der Israelischen Nationalbibliothek (Jerusalem) verfügt allerdings über eine Fotokopie der Handschrift.
Die beiden Nekrologie-Teile des Nürnberger Memorbuches wurden 1894 bis 1896 durch Moritz Stern in einer deutschsprachigen Übersetzung herausgegeben, wohingegen eine Edition des Originaltextes bislang noch nicht erfolgt ist. Von dem Martyrologium dagegen hat Siegmund Salfeld 1898 eine Ausgabe des hebräischen Textes inklusive deutscher Übersetzung publiziert.